# Cratere Mofolo
Mofolo  è un cratere sulla superficie di Mercurio.